# Martin Montanus
Martin Montanus, né après 1537 à Strasbourg et mort après 1566, est un poète comique et dramaturge allemand.

## Biographie
Montanus a parcouru la Bavière et la Souabe en tant qu'étudiant itinérant et a entrepris un voyage en Italie en 1558-1559. Il a ensuite vécu dans sa ville natale de Strasbourg. Dans ses farces, il s'appuya sur les œuvres de Boccace. Son conte de fées d'Erdkuehlein, qui est inclus dans la Gartengesellschaft, se situe au début de la littérature occidentale de contes de fées, le conte de fées du brave petit tailleur se trouve dans Wegshorter et a servi de modèle pour une version publiée plus tard par les frères Grimm.

## Œuvres
- 1557 : Raccourcisseur de voie
- 1557 : Andreutzo
- 1560 : L'autre partie de la société des jardins
- 1565 : De deux Romains Tito Quinto Fuluio et Giseppo, drame
- 1566 : Le Serviteur infidèle, drame
- 1580 : Thédalde, drame